# Euchomenella macrops
Euchomenella macrops là một loài bọ ngựa thuộc họ Deroplatyidae.
Loài bọ ngựa này được phát hiện trong rừng nhiệt đới ở miền Nam Việt Nam. Con cái có cánh ngắn.